# CBS Sports Network
Pour les articles homonymes, voir CBS.
CBS Sports Network est une chaîne de télévision sportive américaine appartenant à ViacomCBS et lancée en juin 2002.

## Histoire
La chaîne a été lancée en juin 2002 sous le nom National College Sports Network, puis est devenue College Sports Television (CSTV) en février 2003. La chaîne a été achetée par CBS Corporation en novembre 2005 pour $325 millions.
En janvier 2008, CSTV a intégré le département de CBS Sports, puis est devenu CBS College Sports Network en mars 2008, juste à temps pour le Championnat NCAA de basket-ball 2008.
Le 4 avril 2011, la chaîne devient CBS Sports Network afin de faire compétition aux autres chaînes sportives.

## Canada
La chaîne College Sports Television (CSTV) a été ajoutée à la liste des services par satellite admissibles du CRTC le 29 octobre 2007.